# Sergej Stanišev
Sergej Stanišev (bulharsky Сергей Станишев; * 5. květen 1966, Cherson, Ukrajinská SSR, Sovětský svaz) je předseda Bulharské socialistické strany (БСП), prezident Strany evropských socialistů (PES) a bývalý předseda vlády Bulharska, kterým se stal 16. prosince 2005.

## Předseda vlády Bulharské republiky
Stanišev byl předsedou vlády Bulharska v letech 2005–2009.

## Prezident Strany evropských socialistů
Stanišev se stal prezidentem Strany evropských socialistů 24. listopadu 2011.